# Carbide & Carbon Building
Le Carbide & Carbon Building est un gratte-ciel de 153 mètres de haut situé dans le centre de la ville de Chicago, dans l'État de l'Illinois aux États-Unis. Le bâtiment est souvent considéré comme un exemple notable de l'architecture Art déco aux États-Unis. À l'instar du Chicago Board of Trade Building et du Merchandise Mart, il est l'un des rares bâtiments Art déco de Chicago.
Le bâtiment a été conçu en 1929 par les frères Burnham (Burnham Brothers, la firme d'architectes lancée par Daniel Burnham Jr. et Hubert Burnham, les fils du célèbre architecte de Chicago Daniel Burnham) pour abriter le bureau régional de la Union Carbide and Carbon Co., une multinationale américaine produisant et distribuant des produits chimiques.
Situé au 230 North Michigan Avenue, au cœur du secteur financier du Loop (Downtown Chicago), le Carbide & Carbon Building est revêtu de granit noir, de terre cuite verte et dorée, de feuilles d'or et d'ornements en bronze. Il a été reconverti en hôtel en 2004.

## Description
Entre 2001 et 2004, à la suite du rachat de Union Carbide and Carbon Co. par la multinationale Dow Chemical Company, le bâtiment fut transformé en Hard Rock Cafe et fut renommé « Hard Rock Hotel Chicago ». Sa reconversion, d'un coût de estimé à 106 millions de dollars, fut dirigée par la firme Lucien Lagrange & Associates. L'hôtel a commencé à accueillir des clients le 1er janvier 2004 et, après l'achèvement de son bar et de son restaurant, il a célébré sa grande ouverture le 21 avril 2004.
La capacité actuelle de l'hôtel est de 383 chambres et 13 suites. Le Hard Rock Hotel a fermé ses portes le 1er décembre 2017 et a rouvert en 2018 sous le nom de « St. Jane Chicago Hotel », en l'honneur de Jane Addams, lauréate du prix Nobel de la paix et célèbre activiste sociale de Chicago.
L'hôtel a temporairement fermé ses portes au début de l'année 2020, en raison de la pandémie de Covid-19. Il a été vendu en octobre 2020 à la chaîne d'hôtels Montage Hotels & Resorts de la société Montage International et a rouvert ses portes au printemps 2021 sous le nom de Pendry Chicago Hotel, après des travaux de rénovation.

## Architecture

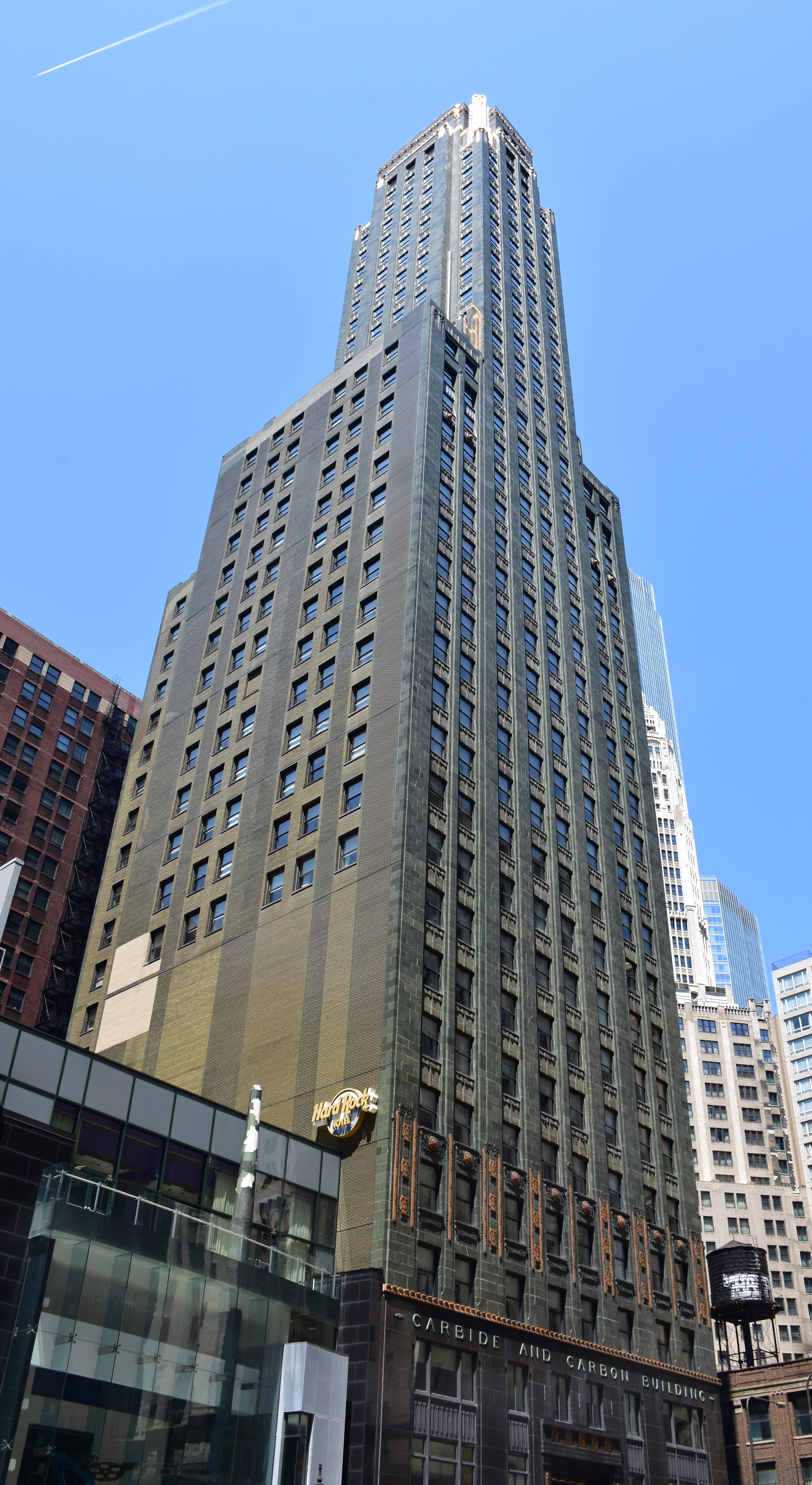
Carbide & Carbon Building.

Construit à l'origine comme un immeuble de bureaux de grande hauteur pour abriter le bureau régional de la multinationale américaine Union Carbide and Carbon Co., le bâtiment fut converti en hôtel en 2004, désormais connu sous le nom de « Chicago Hard Rock Hotel ». Le bâtiment compte 37 étages et mesure 153 m de hauteur. Le Carbide & Carbon Building fut désigné Chicago Landmark (CL) le 9 mai 1996 par les membres de la Commission on Chicago Landmarks de la ville de Chicago, avec l'approbation du conseil municipal de Chicago.
La structure du bâtiment fut construite avec une ossature en acier et ses fondations à partir de béton armé. L'extérieur du bâtiment, de style Art déco, est entièrement recouvert de granite noir poli, et le pinacle est fait en terre cuite de couleur vert foncé fini à la feuille d'or. Selon une légende populaire, les architectes Daniel et Hubert Burnham ont conçu le bâtiment de sorte qu'il ressemble à une bouteille de champagne vert sombre avec son chapeau doré.
Selon un article paru en avril 1930 dans un numéro du magazine Western Architect, la notoriété du projet Carbide & Carbon Building a permis aux frères Burnham d'obtenir une commande pour le Cuneo Building, un autre projet de gratte-ciel aux couleurs contrastées prévu à l'angle nord-est de Michigan Avenue et Randolph Street au milieu de l'année 1929 et qui devait atteindre 60 étages, soit 657 pieds de haut. Cependant, le krach boursier d'octobre 1929, suivi de la Grande Dépression, a forcé l'annulation de la proposition du Cuneo Building ainsi que de nombreux autres projets architecturaux. Le Carbide & Carbon Building fut donc la dernière commande importante du cabinet avant la fin de la Grande Dépression, qui devint alors Burnham & Hammond.

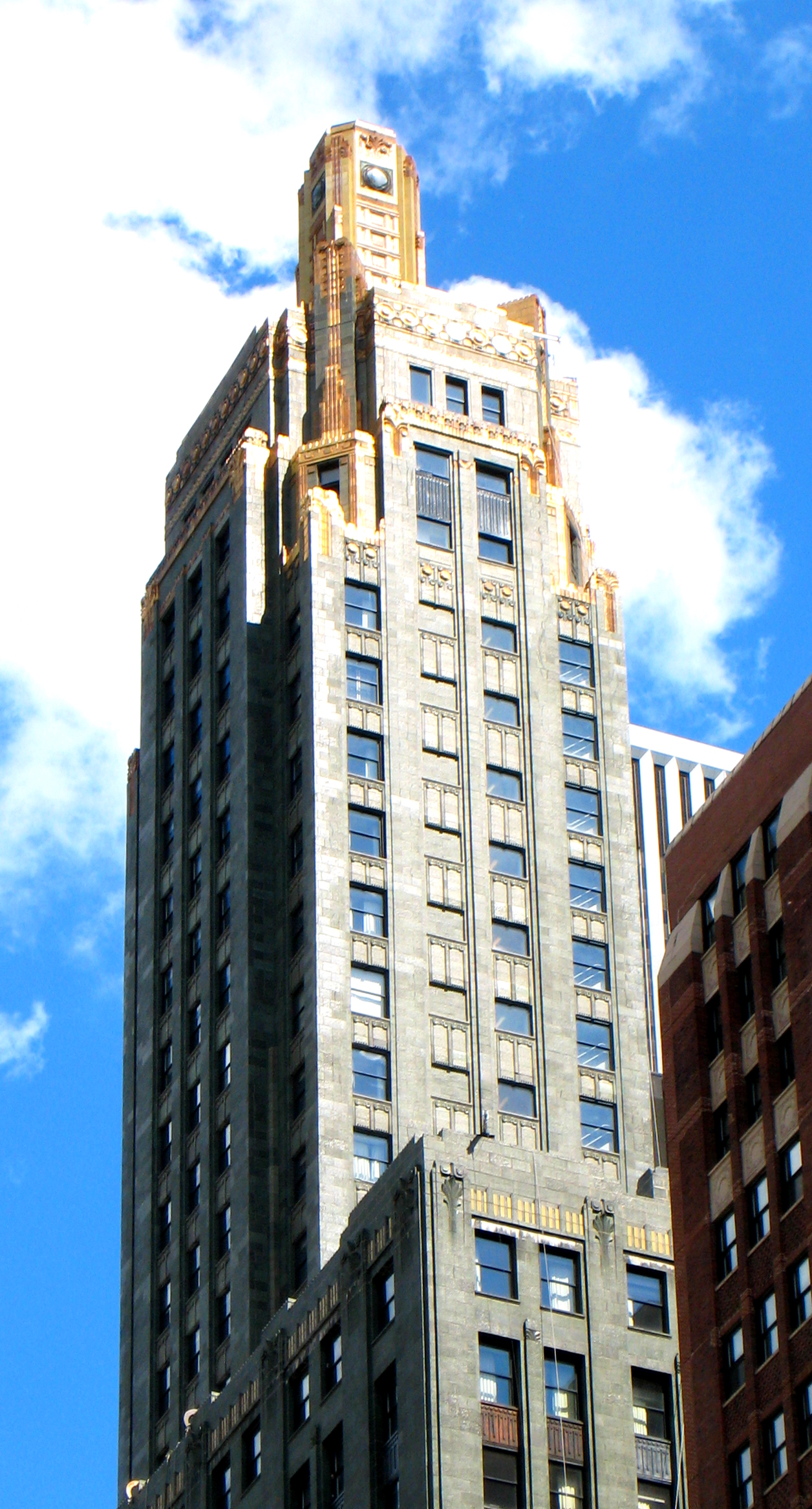
La partie supérieure du bâtiment et son sommet sont recouverts d'or 24 ct.

Le sommet de l'édifice est orné d'or véritable 24 carats, bien qu'elle n'ait qu'un demi-pouce d'épaisseur. Des garnitures en bronze s'étendent de la pointe de la flèche jusqu'au niveau du sol. Le rez-de-chaussée a été initialement conçu pour exposer des produits de la société Union Carbide et de la filiale Carbon Corporation dont les bureaux étaient situés dans le bâtiment. Le hall d'accueil comprend des bronzes Art déco et du marbre noir de Belgique.
Depuis le 16 novembre 2007, le sommet doré de la tour est illuminé chaque nuit grâce à un système de diodes électroluminescentes (LED) puissant. La conception du bâtiment est souvent comparée à l'American Radiator Building de l'architecte Raymond Hood à New York.

## Burnham Brothers
Burnham Brothers, le cabinet de Daniel H. Jr. et Hubert Burnham, fils de l'éminent architecte de Chicago Daniel Burnham, et l'un des deux cabinets qui succèdent à D.H. Burnham & Company.
Après la mort de Burnham senior en 1912, D.H. Burnham & Co. devient Graham, Burnham & Co. du nom de l'associé principal de Burnham, l'architecte Ernest Graham, et des deux fils de Burnham. Lorsque les deux frères quittent l'entreprise en 1917 pour fonder leur propre cabinet, les membres restants de Graham, Burnham & Co. forment Graham, Anderson, Probst & White (GAP&W), le principal cabinet qui succède à Daniel Burnham et devient l'un des principaux cabinets d'architectes de Chicago entre les années 1920 et 1940. Les frères ont d'abord brouillé les pistes en relançant le nom D.H. Burnham Co. (proche mais pas exactement de l'original D.H. Burnham & Co.), qu'ils ont conservé pendant 11 ans, jusqu'en 1928, date à laquelle le cabinet est officiellement devenu Burnham Brothers. En 1933, l'entreprise s'associe à C. Herrick Hammond pour former le cabinet Burnham & Hammond.
Malgré son succès qui dura près d'un siècle, Graham, Anderson, Probst & White (qui avait ses bureaux dans le Railway Exchange Building, bâtiment conçu par Burnham et dans lequel D.H. Burnham & Co. avait ses bureaux) n'a pas eu de successeur et ferma définitivement en 2006.
Parmi les nombreux bâtiments sur lesquels travaillèrent les frères Burnham, le Carbide & Carbon Building reste très certainement la plus connue de toutes les commandes qu'ils reçurent à Chicago.

## Dans la culture populaire
- Le haut du Carbide & Carbon Building figure dans une scène de tir du film Wanted : Choisis ton destin sorti en 2003 avec James McAvoy, Morgan Freeman, et Angelina Jolie[9].
- C'est également le lieu de tournage de l'immeuble de Bruce Wayne/Batman à Gotham City, tel qu'il a été incorporé dans l'Arrowverse dans le cadre d'Elseworlds, une intrigue de 2018 qui a introduit Batwoman[10].
- Dans le jeu vidéo Mafia: Definitive Edition sorti en 2020, plusieurs bâtiments de Chicago dont le Carbide & Carbon Building sont présents dans la ville fictive de Lost Heaven.

## Galerie d'images

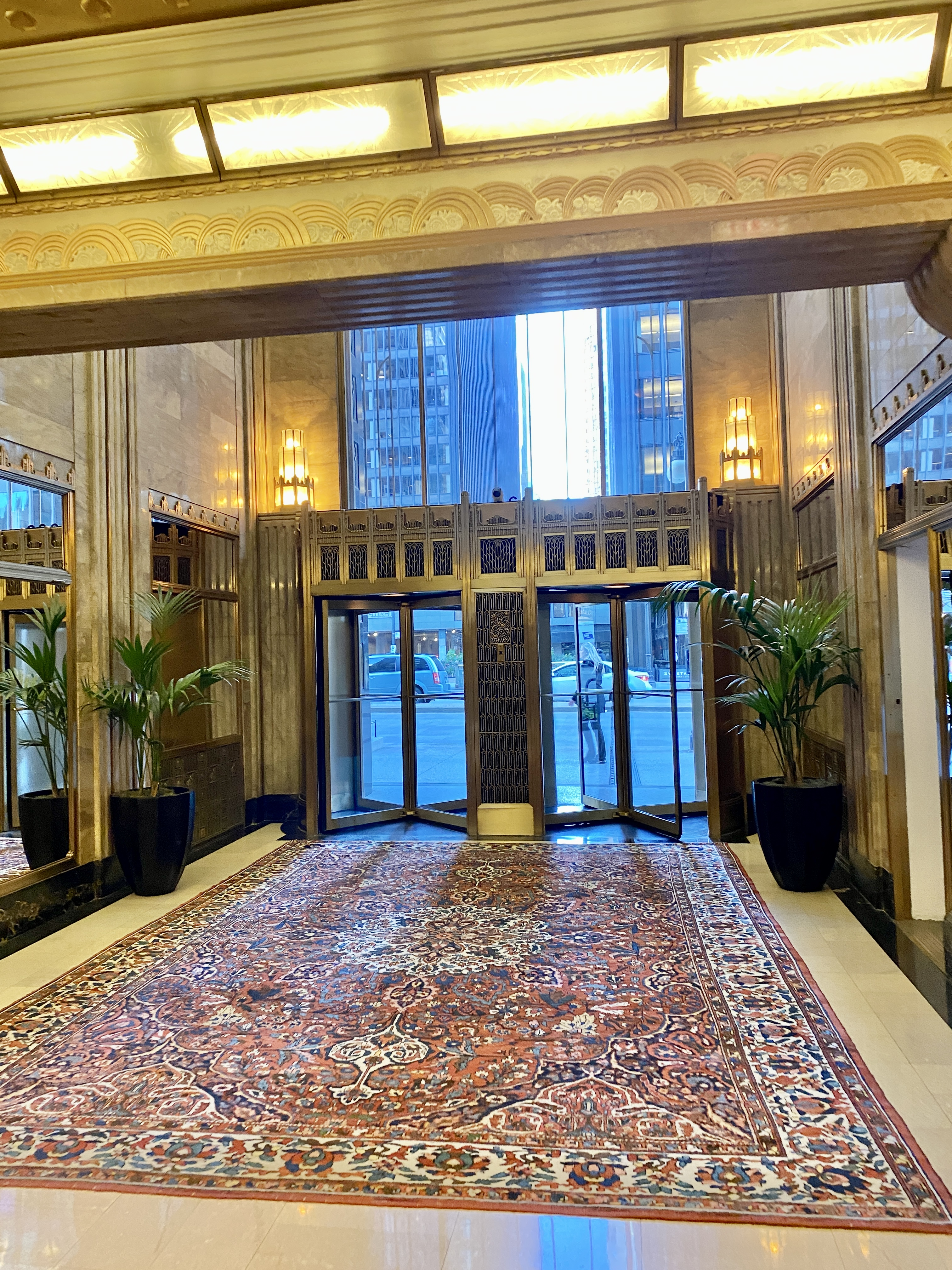
Hall d'entrée.
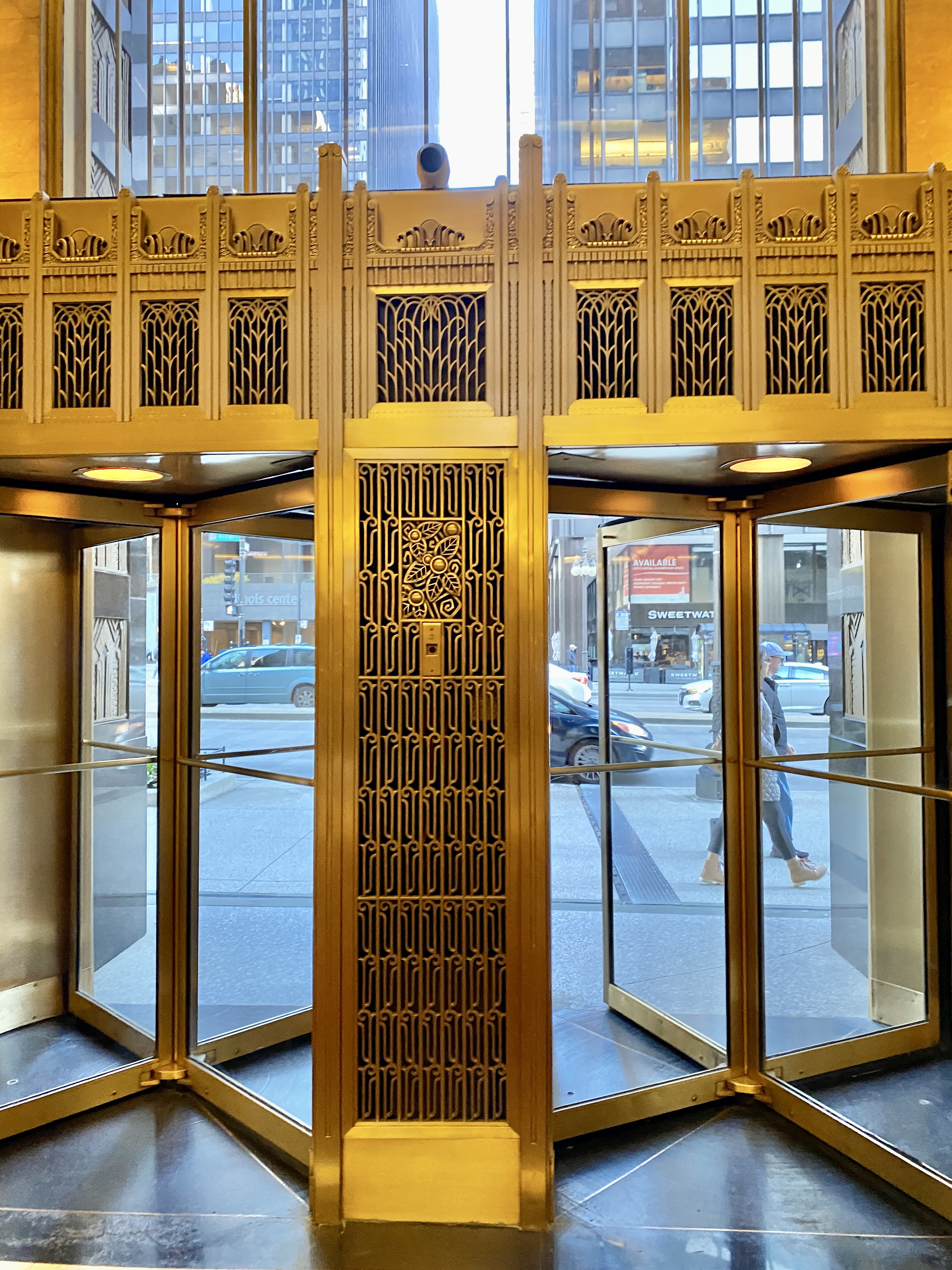
Portes de l'entrée.
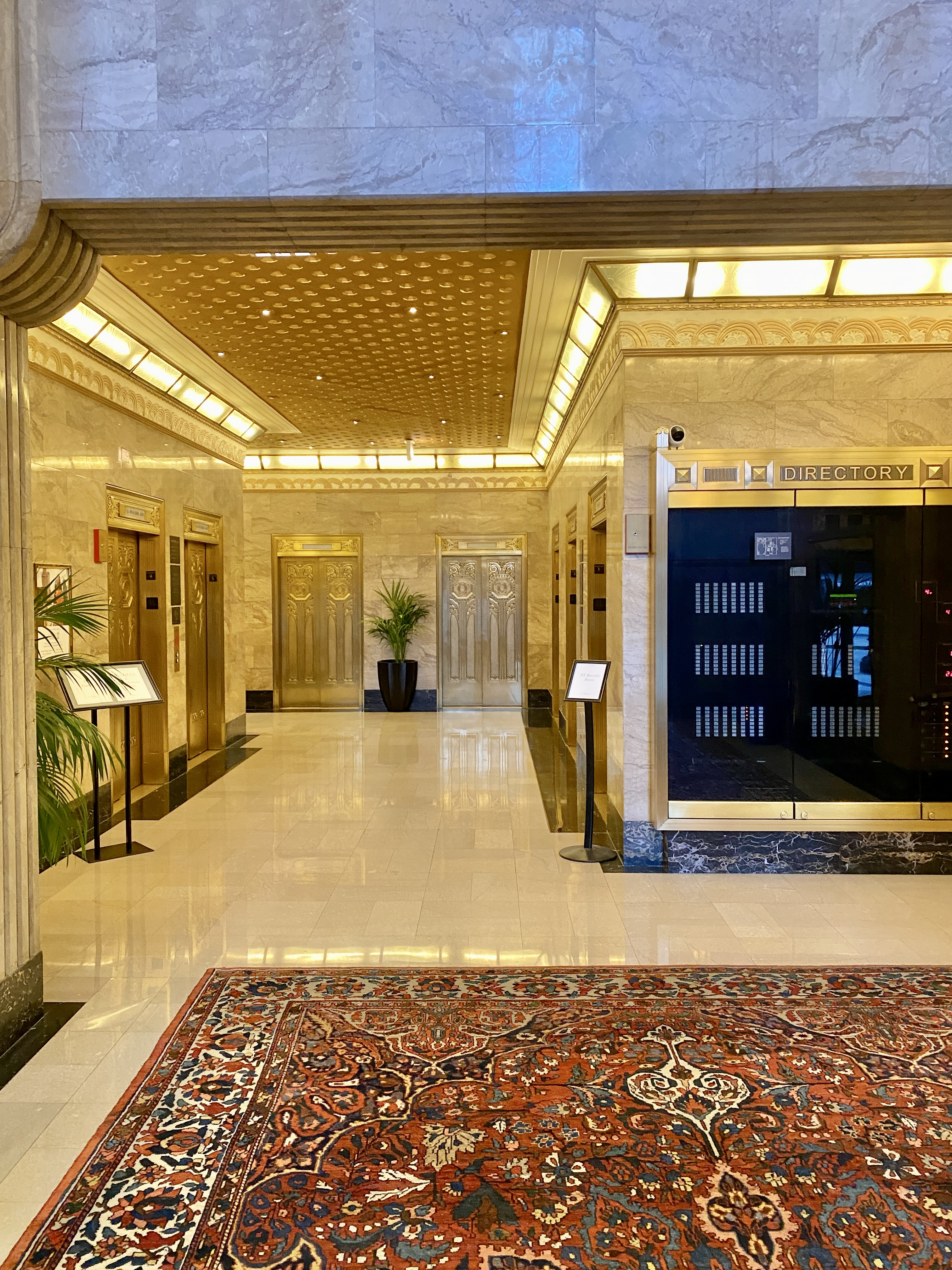
Ascenseurs.
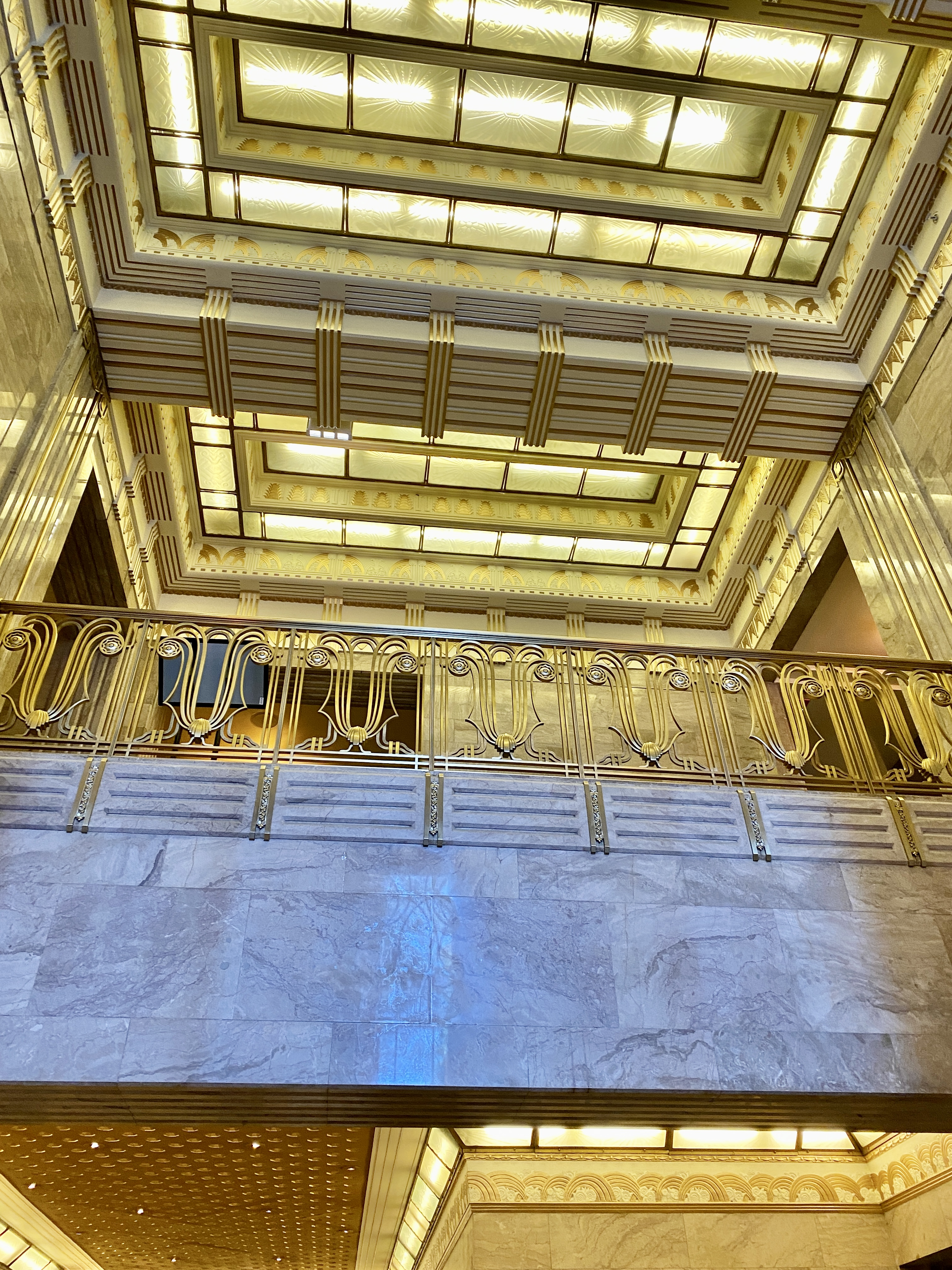
Marbre et décorations intérieures.
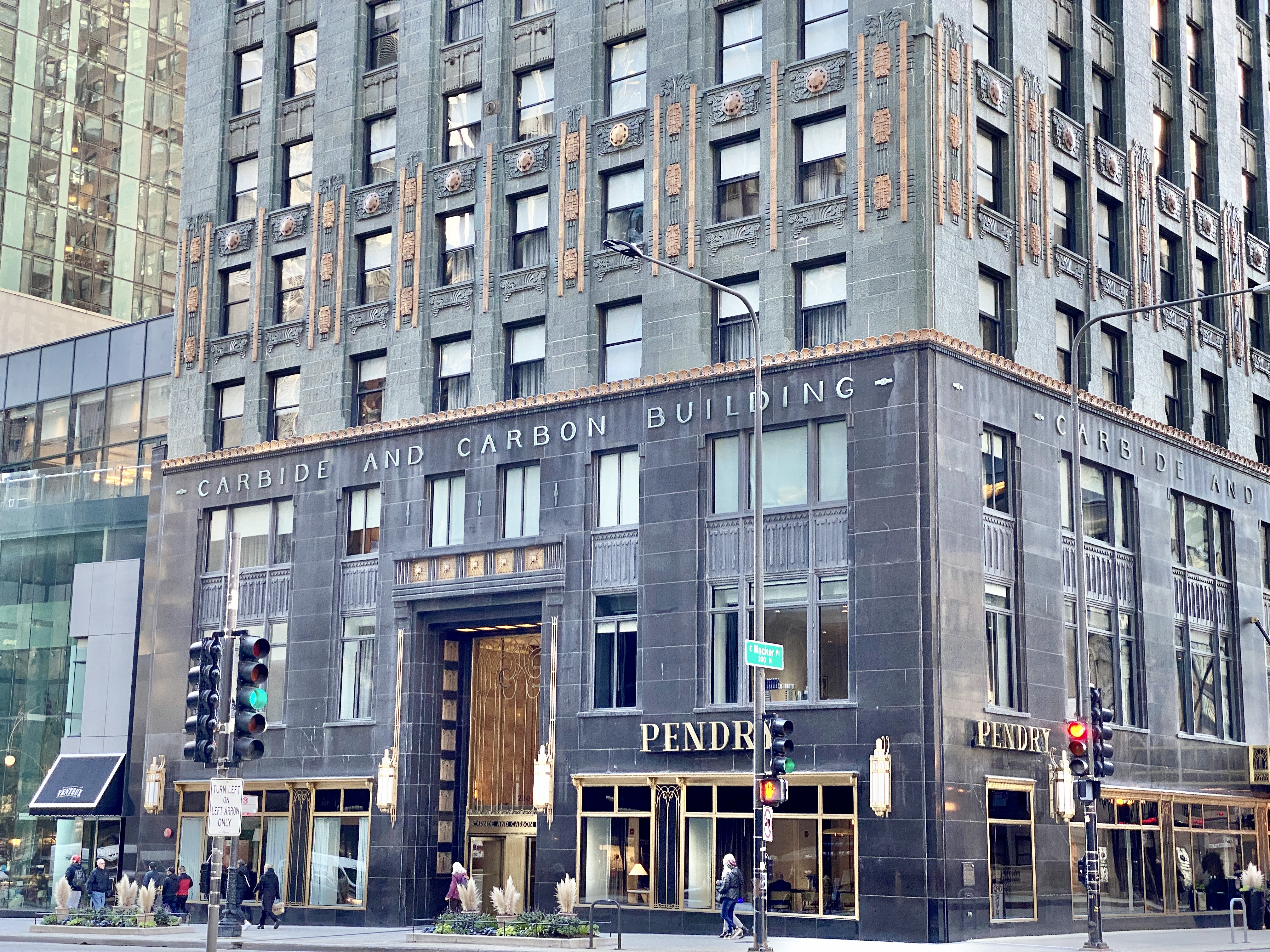
Rez-de-chaussée.
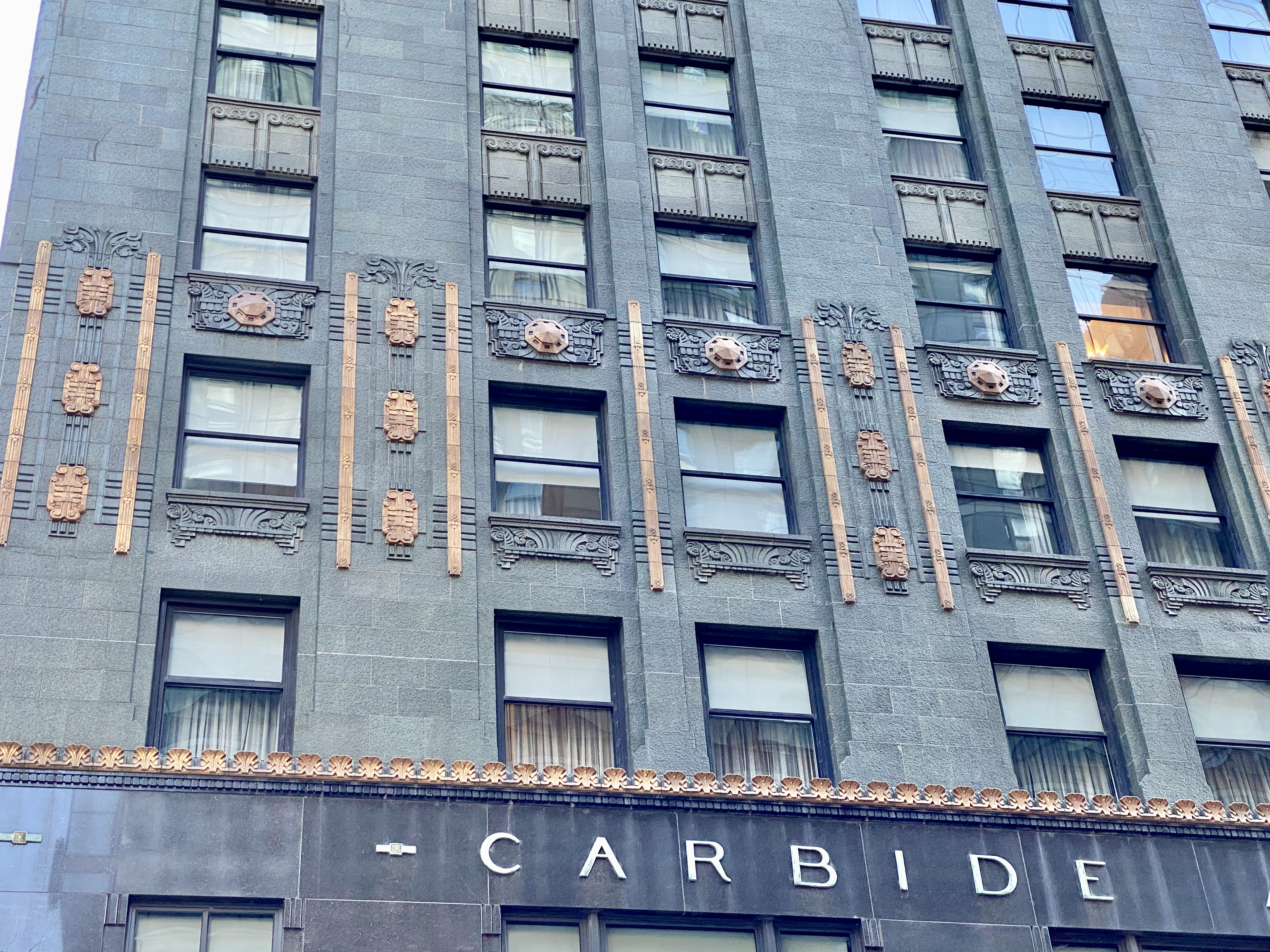
Ornements en bronze et façade en terre cuite verte.
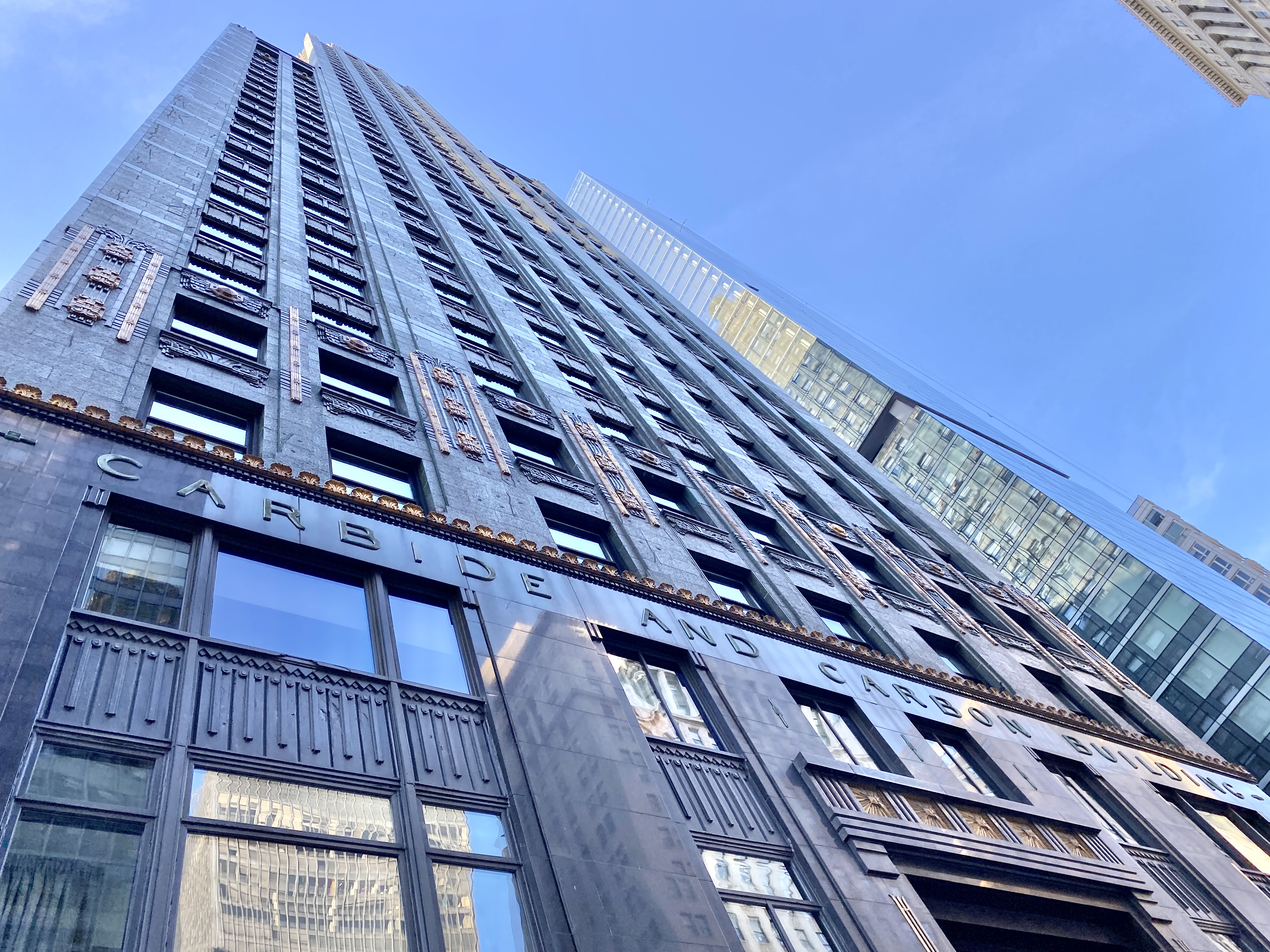
Vue du rez-de-chaussée.
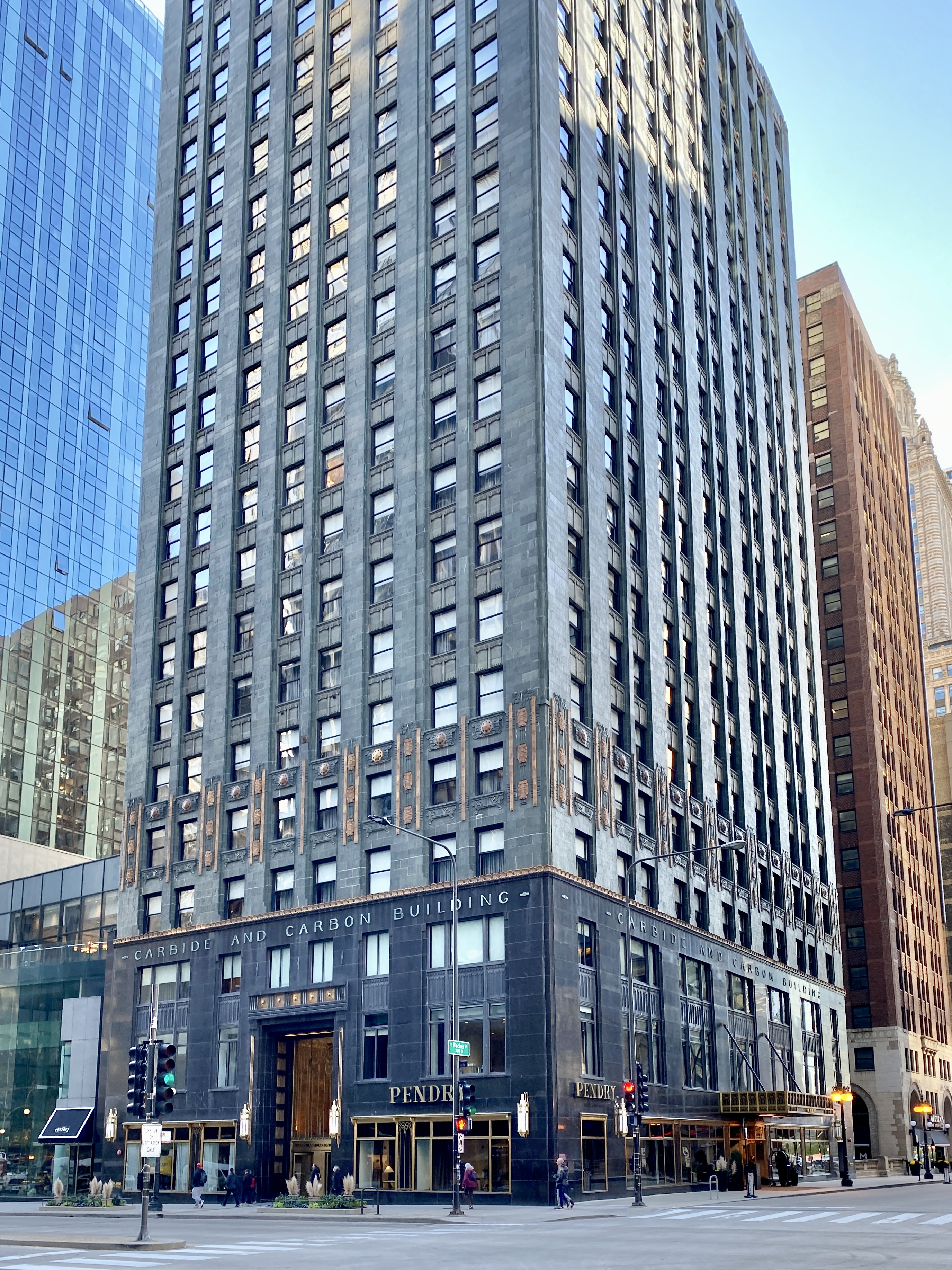
Autre vue.
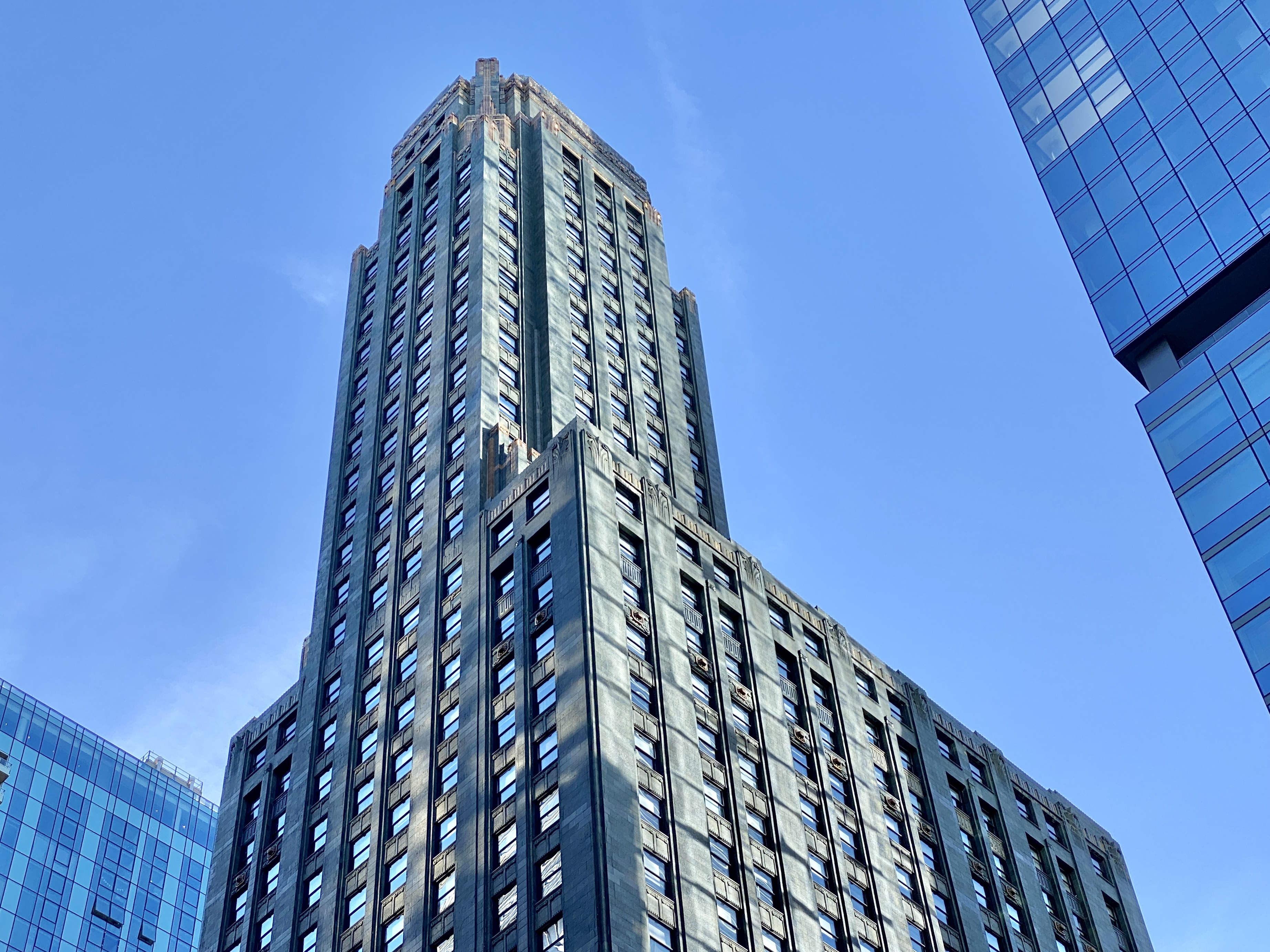
Partie supérieure.
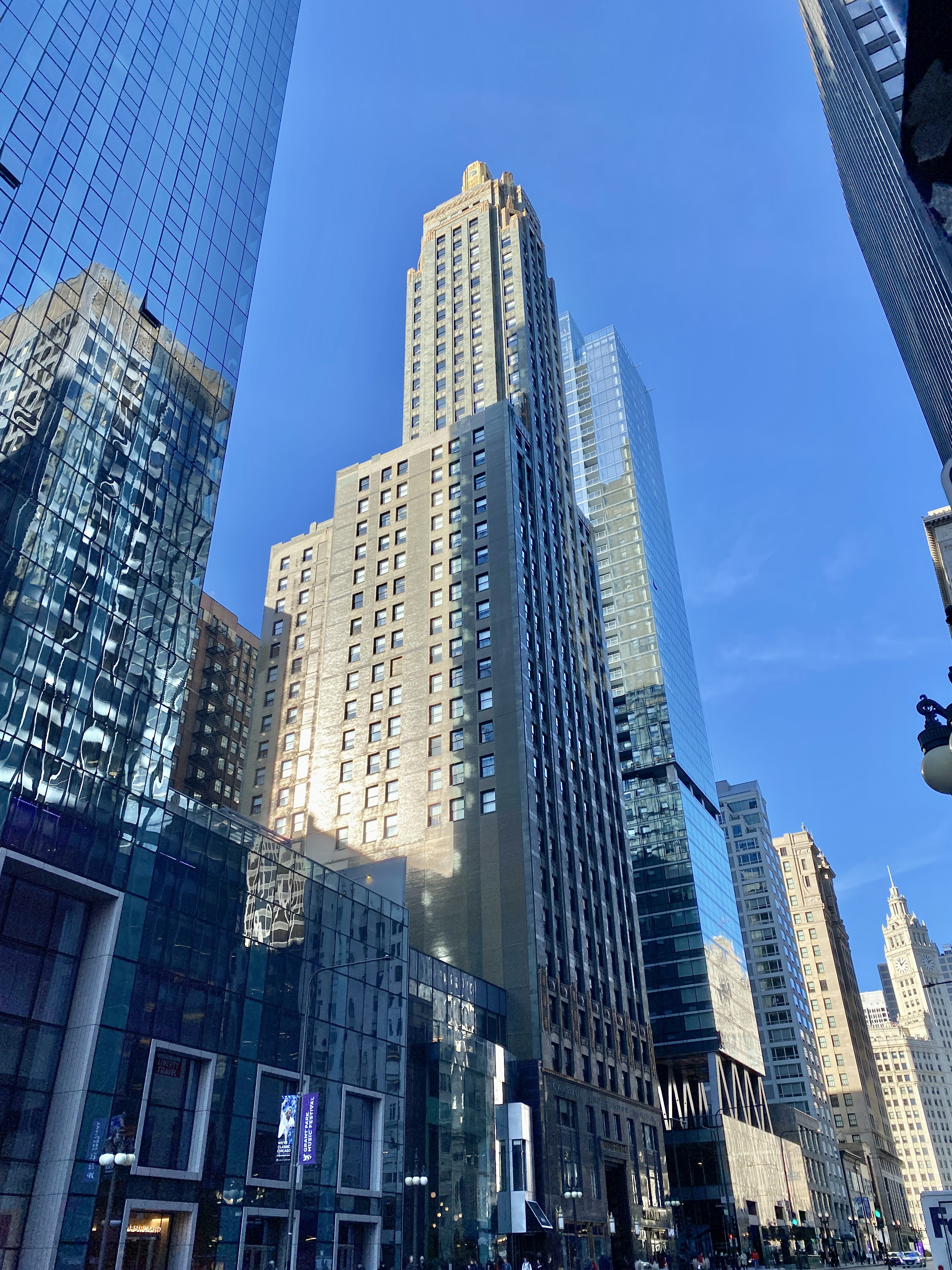
Depuis Michigan Avenue.
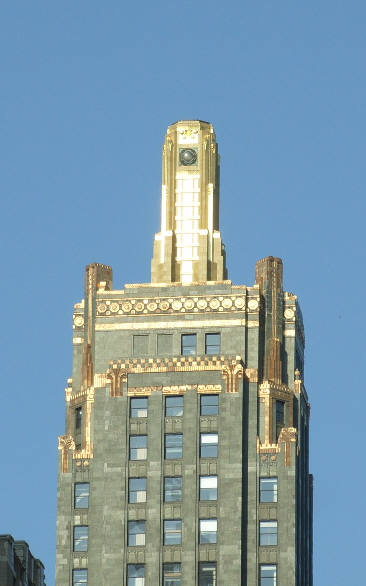
Sommet.
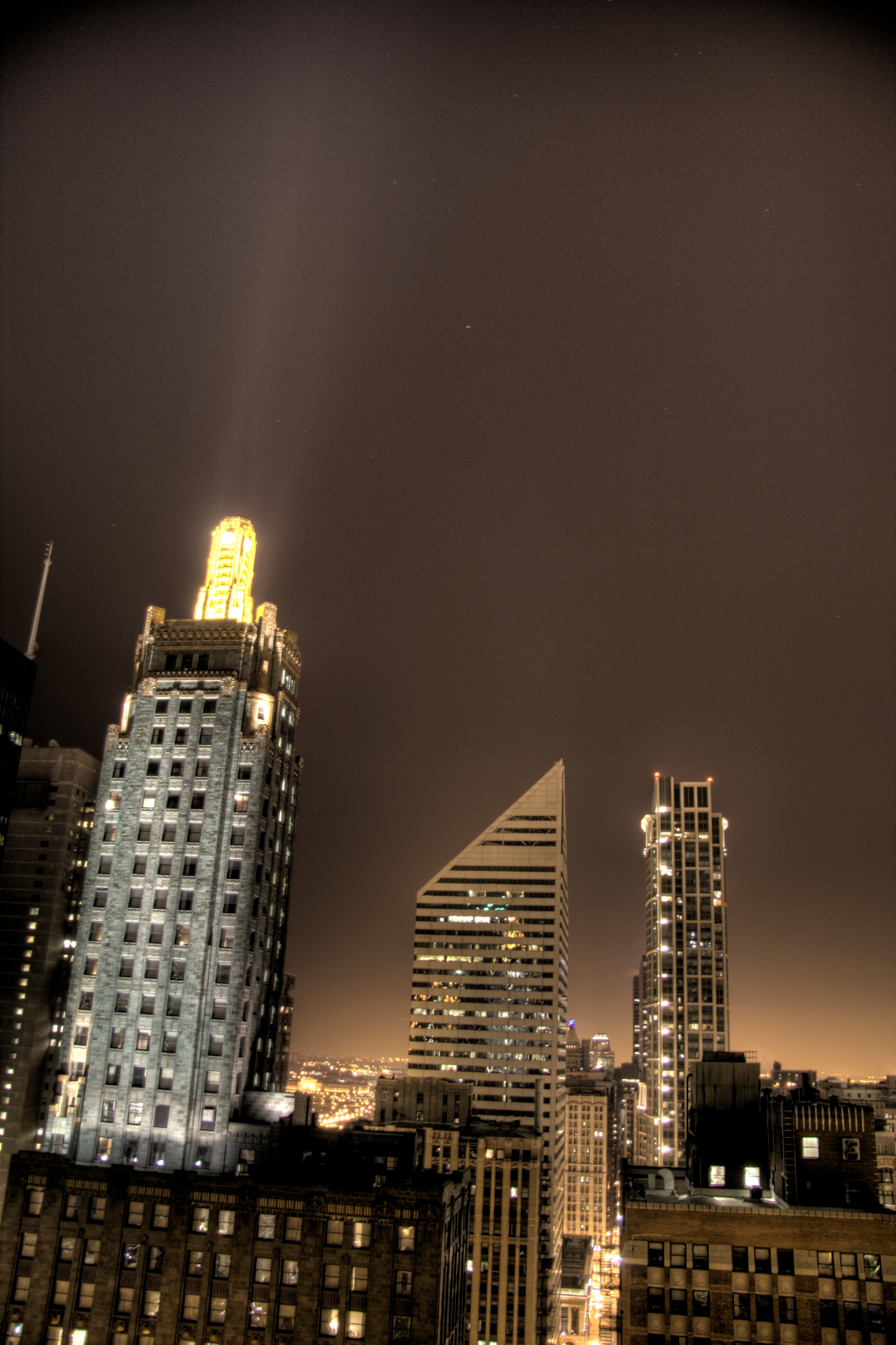
Vue de nuit.